# روزهای آرام در کلیشی
روزهای آرام در کلیشی (فرانسوی: Jours tranquilles à Clichy‎) فیلمی کمدی-درام به کارگردانی کلود شابرول است که در سال ۱۹۹۰ منتشر شد.

## بازیگران
- اندرو مک‌کارتی
- نایجل هیورز
- ماریو آدورف
- استفان اودران
- ایوا گریمالدی
- الیده ملی
- مارگیت اولین نیوتن
- جودیتا دل وچو
- باربارا دِ روسی
- ایزولده بارت
- مونیکا زانکی